# 金沙遗址博物馆

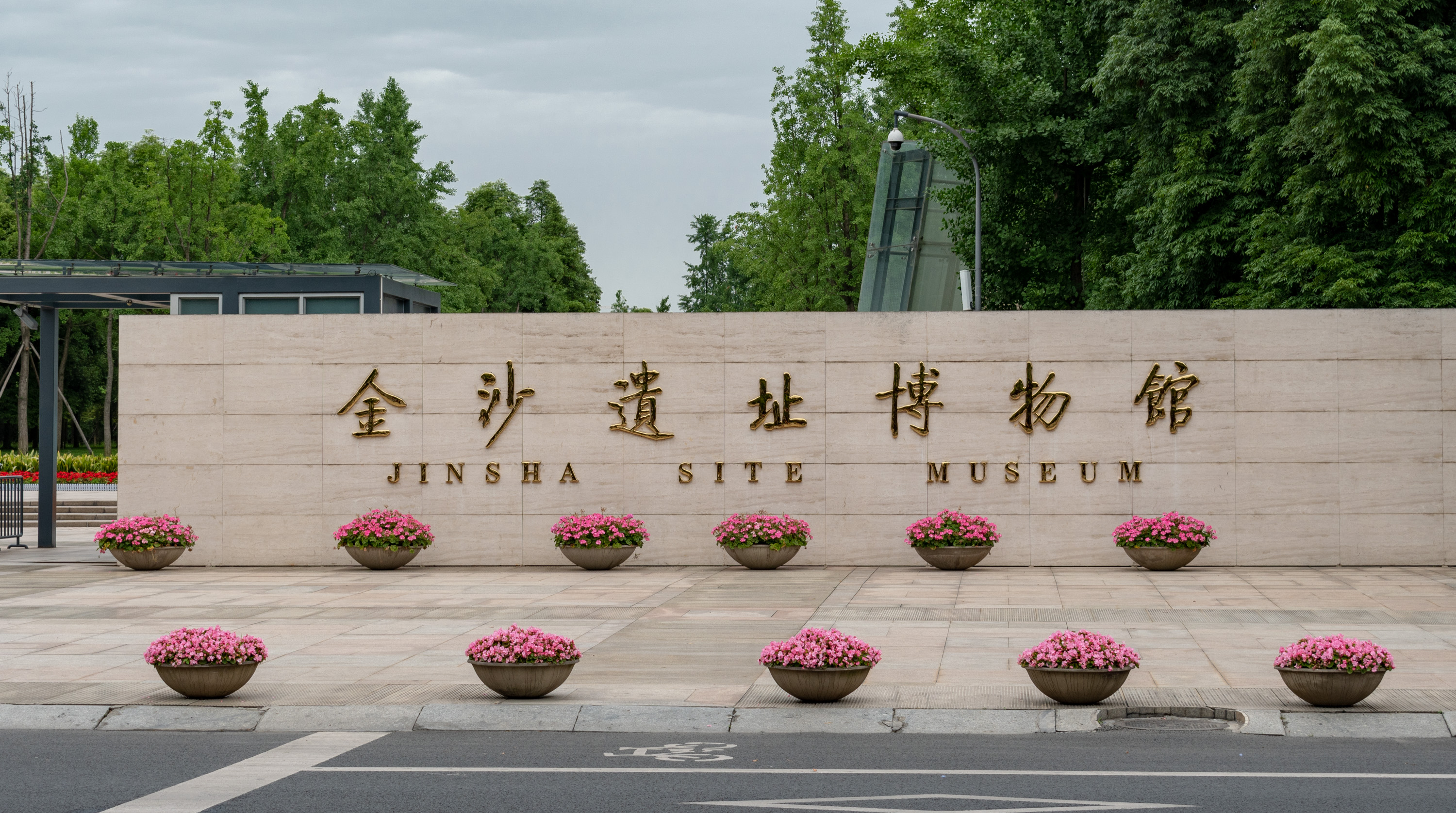

金沙遗址博物馆，位于中国四川省成都市青羊区金沙遗址路2号，坐落在金沙遗址，是展示和研究金沙遗址的博物馆。

## 历史
2001年2月，在成都市区发现金沙遗址，是古蜀王国的都邑遗址。被评选为“2001年全国十大考古发现”之一。金沙遗址发现后，受到社会各界关注，江泽民、曾庆红、吴官正、乔石、宋平、尉建行、李岚清、吴仪、王乐泉、李铁映、姜春云、陈至立等二十余位中央领导先后视察金沙遗址。2002年，中共成都市委、成都市人民政府在成都举行金沙遗址保护的专家论证会，并根据论证会意见划定了金沙遗址的保护范围及建设控制地带。2003年起，进行金沙遗址文物保护总体规划和可行性研究。2004年起，金沙遗址博物馆建设每年列为中共成都市委、成都市人民政府为民办实事目标和责任目标。2004年底，金沙遗址博物馆立项，全面启动建设，成都市人民政府全额投资4亿元人民币（不含土地费）。2006年，金沙遗址被国务院公布为第六批全国重点文物保护单位，并被列入国家大遗址保护名录。金沙遗址与三星堆、成都商业街船棺遗址共同被列入世界遗产预备清单。2007年4月16日，金沙博物馆正式对外开放。
2012年，成都金沙遗址博物馆被国家文物局核定为第二批国家一级博物馆。

## 展览
金沙遗址博物馆是在金沙遗址原址建立，占地面积456亩（30万平方米），总建筑面积38000余平方米。博物馆由遗迹馆、陈列馆、文物保护中心、园林区、游客接待中心等部分组成。

### 遗迹馆

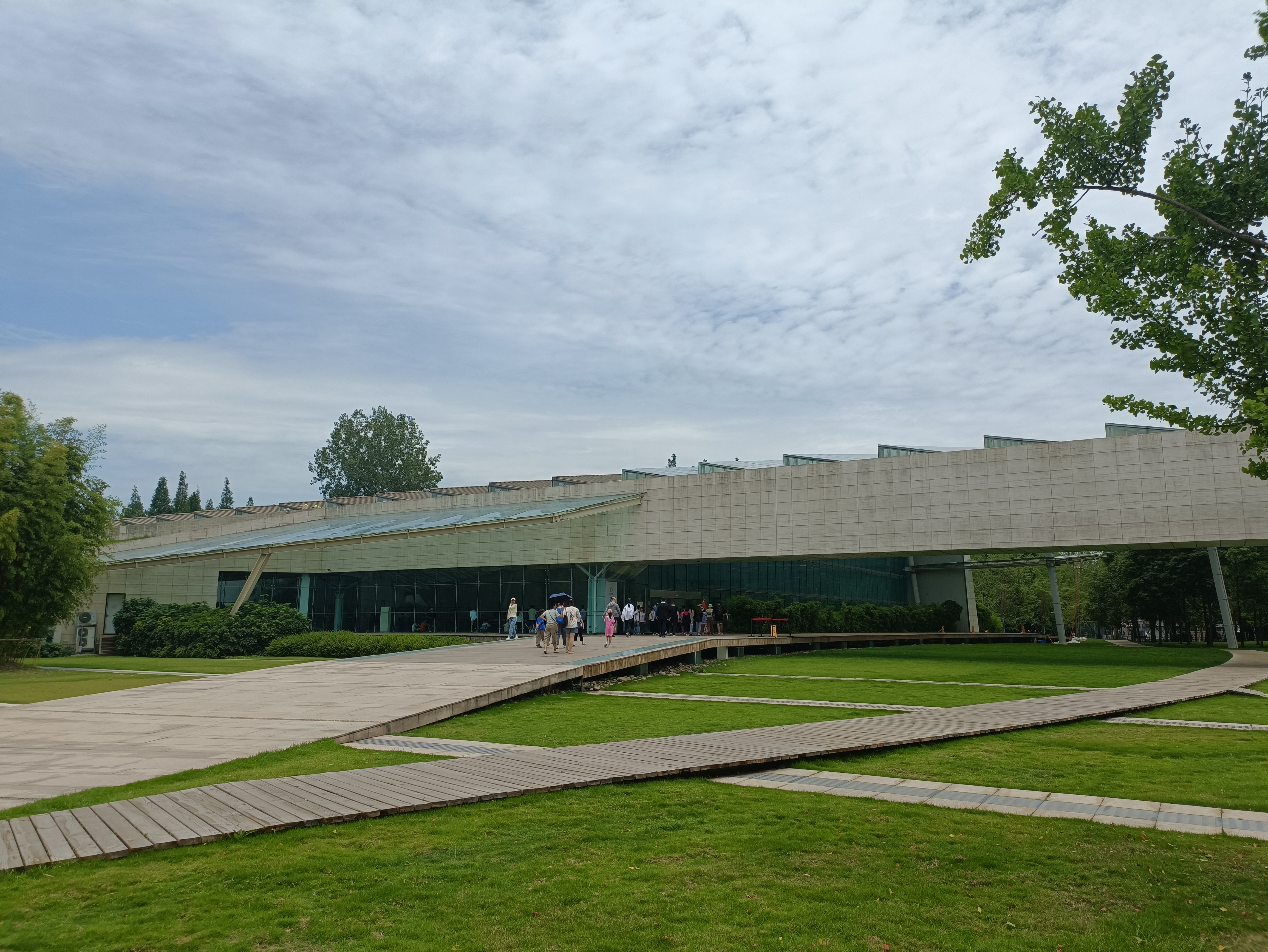
金沙遗址博物馆遗迹馆

遗迹馆是一座接近圆形的斜坡式建筑，建筑主体采用大跨度钢结构，总面积约7588平方米，高19米，跨度63 米。此处是金沙遗址大型祭祀活动场所，也是2001年2月8日金沙遗址发现地，是中国目前保存最完整的商周时期大型祭祀遗迹场所。遗迹馆以考古发掘现场原状保护为主。

### 陈列馆

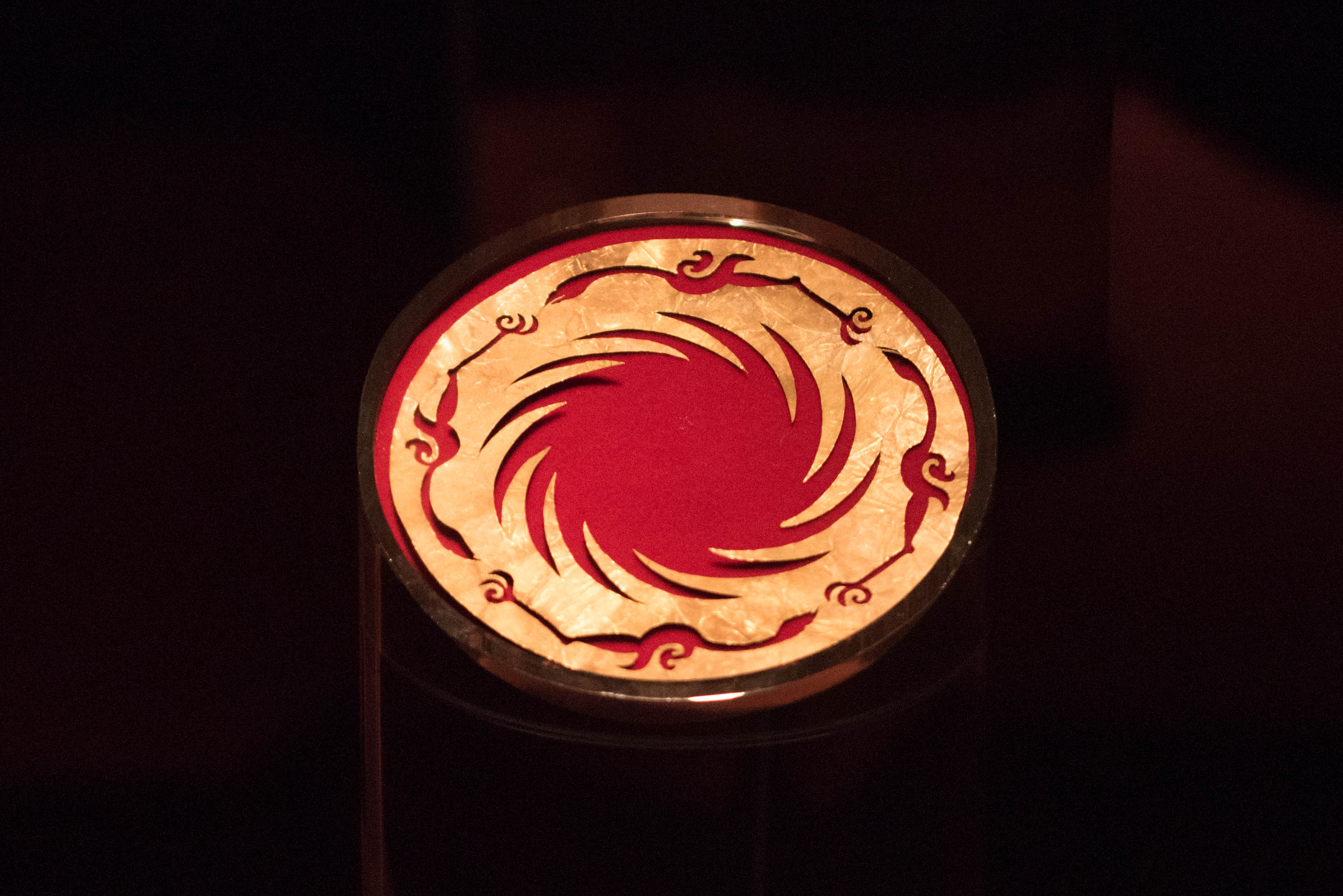
镇馆之宝太阳神鸟金饰

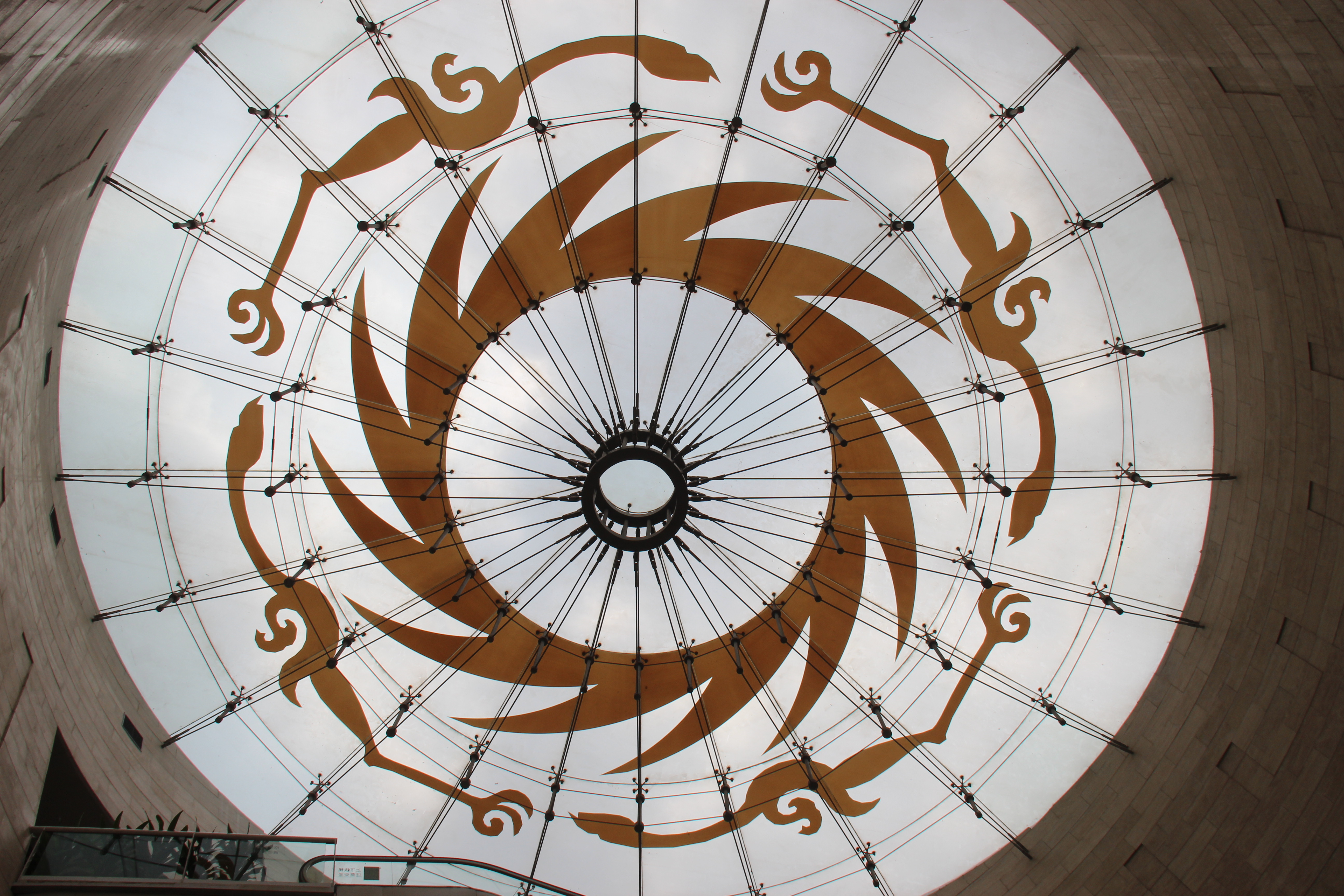
金沙遗址博物馆陈列馆穹顶

陈列馆是一座斜坡式方形全钢结构建筑，建筑面积16000平方米，展览面积约6000平方米。分为五个展厅，展出金沙遗址出土文物。陈列馆内还建有一座4D影院，放映4D特效电影《梦回金沙》。陈列馆内还设有多功能学术厅、礼品商店、咖啡厅等服务设施。

### 文物保护中心
文物保护中心位于博物馆西北角。文物保护专家在此对金沙遗址出土文物进行保护、修复、研究。

### 金沙剧场
金沙剧场位于金沙遗址博物馆西北角，门牌号为金博路9号，常年演出中国首部原创音乐剧《金沙》并举办公益性市民讲座《金沙讲坛》。

### 园林区
金沙遗址博物馆园区内有大片绿地，并立有太阳神鸟雕塑。金沙遗址出土了黄金饰品“太阳神鸟”，外径12.5厘米。2005年8月16日被选定为中国文化遗产标志。2005年10月17日，太阳神鸟蜀绣制品搭载神舟六号飞船遨游太空中后返回地球。2005年12月18日，永久性纪念性雕塑作品“太阳神鸟”在金沙遗址博物馆内揭幕。